# Brachytheciaceae
Famille
La famille des Brachytheciaceae ou Brachytheciacées est une famille de Bryophytes (mousses) de l'ordre des Hypnales.

## Services écosystémiques
Plusieurs mousses de cette famille (du genre Brachythecium notamment) ont un rôle géologique et de puits de carbone en contribuant à la formation de travertins.

## Taxonomie
La famille est divisée en quatre sous-familles, qui sont distinguées sur la base de recherches moléculaires.
- Famille : Brachytheciaceae
  - Sous-famille Eurhychioideae
    - genre Aerobryum
    - genre Bryoandersonia H. Robins.
    - genre Eriodon Mont.
    - genre Eurhynchium Bruch & Schimp.
    - genre Palamocladium Müll. Hal.
    - genre Plasteurhynchium
    - genre Platyhypnidium M. Fleisch.
    - genre Pseudoscleropodium (Limpr.) M. Fleisch.
    - genre Rhynchostegium Bruch & Schimp.
    - genre Scorpiurum

  - Sous-famille Helicodontoideae
    - genre Aerolindigia M. Menzel
    - genre Cirriphyllum Grout
    - genre Clasmatodon
    - genre Donrichardsia
    - genre Eurhynchiella M. Fleisch.
    - genre Flabellidium Herzog
    - genre Helicodontium
    - genre Homalotheciella (Cardot) Broth.
    - genre Juratzkaeella
    - genre Mandoniella Herzog
    - genre Meteoridium
    - genre Nobregaea Hedenäs
    - genre Okamuraea
    - genre Oxyrrhynchium (Schimp.) Warnst.
    - genre Remyella Müll. Hal.
    - genre Rhynchostegiella (Schimp.) Limpr.
    - genre Schimperella Thér.
    - genre Squamidium
    - genre Zelometeorium

  - Sous-famille Homalothecioideae
    - genre Brachytheciastrum Ignatov & Huttunen
    - genre Homalothecium Schimp.
    - genre Eurhynchiastrum Ignatov & Huttunen

  - Sous-famille Brachythedioideae
    - genre Brachytheciella Ignatov
    - genre Brachythecium Schimp.
    - genre Bryhnia Kaurin
    - genre Eurhynchiadelphus Ignatov, Huttunen & T.J. Kop.
    - genre Kindbergia Ochyra
    - genre Myuroclada Besch.
    - genre Sciurohypnum
    - genre Scleropodium Bruch & Schimp.
    - genre Unclejackia Ignatov, T.J. Kop. & D.H. Norris

D'autres genres sont provisoirement placés dans la famille, notamment :
- genre Bryostreimannia Ochyra[4]
- genre Frahmiella Ignatov, Vanderpoorten & Y.-F. Wang
- genre Lindigia Hampe
- genre Stenocarpidiopsis M. Fleisch. ex Broth.
- genre Stokesiella (Kindl.) Robins[5]
- genre Streimannia Ochyra[6]